# Northrop YA-13/XA-16
El Northrop YA-13 fue una versión de ataque a tierra del Northrop Gamma estadounidense. Tras cambiársele el motor, el avión fue redesignado como XA-16.  

## Diseño y desarrollo
El Northrop Gamma 2C fue un avión de demostración financiado por la Northrop Corporation, basado en los diseños de los Northrop Gamma 2A y 2B. Estos primigenios modelos fueron principalmente diseñados como aviones de carreras, para romper récords de velocidad y realizar trabajos de investigación. Las cabinas del 2A y del 2B estaban situadas muy atrás en el fuselaje, cerca de la cola, pero para el Gamma 2C, la cabina fue adelantada en una posición más convencional. El Cuerpo Aéreo del Ejército de los Estados Unidos evaluó al avión de ataque a tierra Northrop Gamma 2C a mediados de 1933. Las pruebas revelaron la necesidad de efectuar algunas modificaciones, las cuales estuvieron listas a inicios de 1934. El avión fue devuelto al Ejército para ser probado en Wright Field en el verano de 1934. Para ese entonces, el Cuerpo Aéreo había comprado el avión y lo había designado como YA-13, otorgándole el número de serie 34-27.
Las pruebas posteriores revelaron que el avión requería un motor de mayor potencia, y el Ejército recomendó que fuera equipado con uno más potente. El original era un gran motor radial con una sola fila de cilindros, que obstruía parcialmente la vista del piloto. El que lo reemplazó, un motor radial de 14 cilindros en doble fila Pratt & Whitney R-1830-7, era más potente y tenía un menor diámetro. Además, se reemplazó la hélice bipala por una tripala.
Después de haberle sustituido el motor, el avión fue devuelto a Wright Field para realizar pruebas adicionales. El Cuerpo Aéreo siguió el procedimiento estándar y redesignó al avión como XA-16 debido al cambio de motor. Desafortunadamente, con el nuevo motor más potente, el avión pasó de tener poca potencia a tener demasiada.
Northrop estaba desarrollando otro avión de ataque a tierra al mismo tiempo, en un programa de desarrollo más o menos paralelo. Este avión fue inicialmente designado Gamma 2F y estaba basado en un diseño mejorado del Gamma 2C. Finalmente este avión se convertiría en el Northrop A-17, el principal avión de ataque a tierra monomotor del Cuerpo Aéreo del Ejército de los Estados Unidos a finales de la década de 1930. Con el éxito del A-17, el programa del YA-13/XA-16 nunca pasó de la etapa de pruebas.

## Variantes

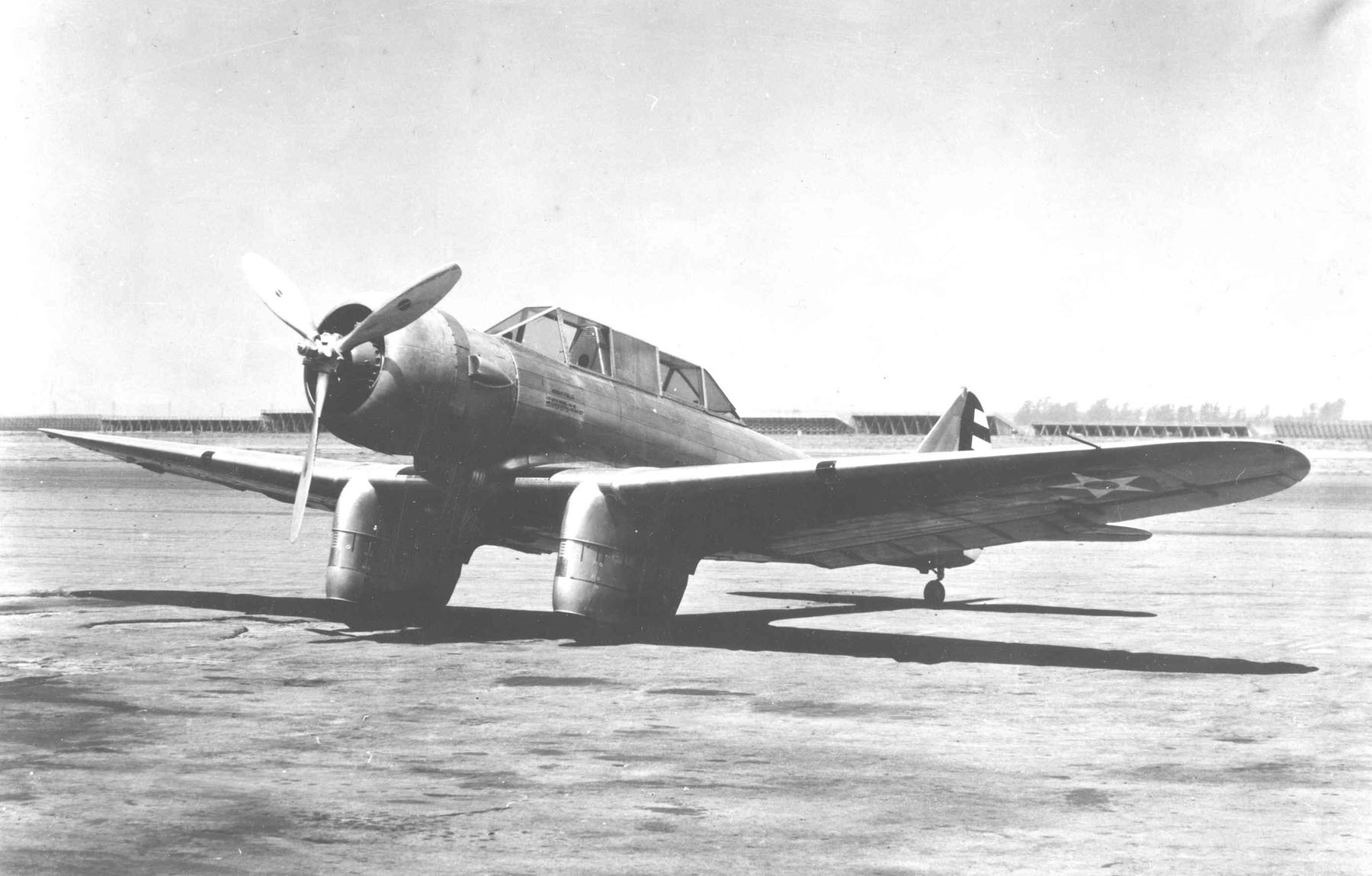
El Northrop XA-16.

Gamma 2C
Versión de ataque a tierra, designación de la compañía, motor Wright SR-1820-F2, uno construido.
YA-13
Designación dada por el USAAC, para evaluación.
XA-16
Designación dada por el USAAC al YA-13, motor Pratt & Whitney R-1830.

## Operadores
Estados Unidos
- Cuerpo Aéreo del Ejército de los Estados Unidos

## Especificaciones (XA-16)

### Características generales
- Tripulación: Dos (piloto y artillero)
- Longitud: 9 m (29,7 ft)
- Envergadura: 14,6 m (48 ft)
- Altura: 2,8 m (9,2 ft)
- Planta motriz: 1× motor radial de 14 cilindros en doble fila refrigerado por aire Pratt & Whitney R-1830.
  - Potencia: 708 kW (977 HP; 963 CV)
- Hélices: Tripala

### Rendimiento
- Velocidad máxima operativa (Vno): 341 km/h (212 MPH; 184 kt)
- Velocidad crucero (Vc): 314 km/h (195 MPH; 170 kt)
- Alcance: 1609 km (869 nmi; 1000 mi)
- Techo de vuelo: 6706 m (22 001 ft)

### Armamento
- Ametralladoras: 

  - 4x Browning M1919 de 7,62 mm disparando hacia adelante
  - 1 de 7,62 mm sobre afuste flexible en la parte posterior de la cabina
- Bombas: 

  - Hasta 499 kg de bombas, montadas en soportes externos bajo las alas

## Aeronaves relacionadas

### Desarrollos relacionados
- Northrop Gamma
- Northrop A-17

### Secuencias de designación
- Secuencia A-_ (Aviones de Ataque del USAAS/USAAC/USAAF/USAF, 1924-1962): ← A-10 - A-11 - A-12 - A-13 - A-14 - A-15 - A-16 - A-17 - A-18 - A-19 →